# Каломбург (Алабама)
Каломбург (енгл. Cullomburg) насељено је место без административног статуса у америчкој савезној држави Алабама.

## Демографија
По попису из 2010. године број становника је 171.
| Група             | 2000.    | 2010.      |
| Белци             | 0 (0,0%) | 72 (42,1%) |
| Афроамериканци    | 0 (0,0%) | 98 (57,3%) |
| Азијати           | 0 (0,0%) | 0 (0,0%)   |
| Хиспаноамериканци | 0 (0,0%) | 0 (0,0%)   |
| Укупно            | 0        | 171        |